# 신화테마파크
신화테마파크는 2017년 9월 30일에 개장한 대한민국 제주특별자치도에 있는 테마파크이며, 제주신화월드에 위치해 있다. 대한민국의 주요 인기 애니메이션들을 테마로 한 테마파크이다.

### 로터리 파크
- 플라잉 윌
- 라바를 찾아서
- 로터리 4D씨어터

### 라바 어드벤처 빌리지
- 라바 어드벤처 플레이 그라운드
- 라바 스페이스 어드벤처
- 라바 스위트 카르셀
- 라바 월드 익스프레스
- 플라잉 라바

### 오스카 뉴 월드
- 오스카 스핀 앤 범프
- 댄싱 오스카
- 오스카 드래곤
- 오스카 V월드
- 벅스 댄스

### 신화랜드: 레트로 놀이동산(예정)
- 바이킹
- 범퍼카
- 우주전투기
- 스윙거
- 미니기차
- 콘보이
- 관람차
- 미니바이킹
- 공중자전거
- 다람쥐열차
- 정글마우스
- 날으는 융단
- 무당벌레
- 회전그네
- 디스코팡팡
- 오토바이
- 다람쥐통
- 귀신의집